# Área metropolitana de Bergen

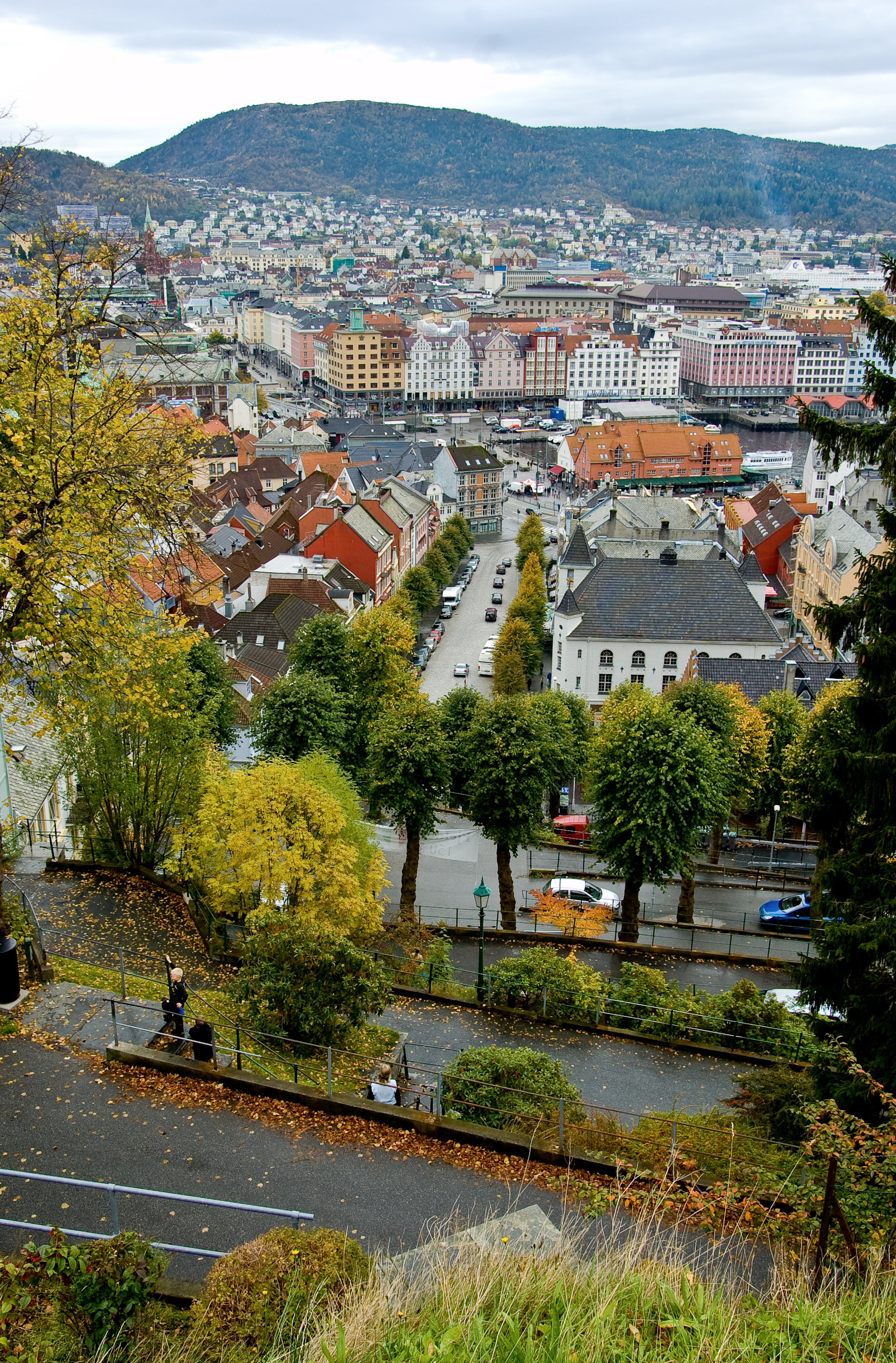
Vista del centro de la ciudad con Torgallmenningen

El área metropolitana de Bergen está situada en la provincia de Hordaland y es la segunda más grande de Noruega tras la de Oslo y por delante de la de Stavanger/Sandnes.

## Municipios y población
| Municipio | Población (1769) | Población (2016) | Población (2040) | Superficie (km) | Densidad (1769) (km²) | Densidad (2015) (km²) | Densidad (2040) (km²) |
| --------- | ---------------- | ---------------- | ---------------- | --------------- | --------------------- | --------------------- | --------------------- |
| Bergen    | 18 827           | 277 391          | 338 891          | 465             | 40                    | 597                   | 729                   |
| Askøy     | 897              | 28 380           | 42 803           | 99              | 9                     | 287                   | 432                   |
| Fjell     | 923              | 24 870           | 33 551           | 147             | 6                     | 169                   | 228                   |
| Os        | 1034             | 19 742           | 28 732           | 139             | 7                     | 142                   | 207                   |
| Lindås    | 2931             | 15 607           | 19 635           | 474             | 6                     | 33                    | 41                    |
| Osterøy   | 1636             | 7957             | 10 182           | 254             | 6                     | 31                    | 40                    |
| Meland    | 794              | 7812             | 12 753           | 91              | 8                     | 86                    | 140                   |
| Sund      | 970              | 6975             | 10 013           | 99              | 9                     | 70                    | 101                   |
| Radøy     | 1720             | 5077             | 6418             | 110             | 15                    | 46                    | 58                    |
| Austevoll | 1265             | 5118             | 7124             | 114             | 11                    | 45                    | 62                    |
| Øygarden  | 833              | 4852             | 5456             | 65              | 12                    | 75                    | 84                    |
| Fusa      | 1692             | 3876             | 4180             | 378             | 4                     | 10                    | 11                    |
| Austrheim | 636              | 2858             | 4283             | 55              | 11                    | 52                    | 78                    |
| Samnanger | 947              | 2443             | 2654             | 265             | 3                     | 9                     | 10                    |
| Total     | 35 105           | 412 958          | 526 675          | 2755            | 12                    | 150                   | 191                   |